# 范如圭
范如圭(1102年—1160年)，字伯达。福建建阳人。
建炎年间(1127～1130年)，中进士。荐召试秘书省正字，迁校书郎兼史馆校勘。因指责秦桧，奉祠归乡。后任邵州、荆南府通判。秦桧死后，以直秘阁提举江西常平茶盐，改利州路提点刑狱。